# Lista de episódios de Louco por Elas

Logótipo da série.

Segue abaixo a lista de episódios da série de televisão brasileira Louco por Elas, criada por João Falcão, escrita por  Adriana Falcão, Clarice Falcão, Jo Abdu e Gregório Duvivier; dirigida por Guel Arraes, Flávia Lacerda e Allan Fiterman e que é produzida e exibida pela Rede Globo desde 13 de março de 2012.
A segunda temporada estreou no dia 30 de outubro de 2012. e a terceira em 22 de janeiro de 2013.